# Football Club Lahti
Maillots
Actualités
Le Football Club Lahti est un club finlandais de football basé à Lahti.

## Historique
- 1996 : fondation du club par fusion du Reipas Lahti (fondé en 1891) et du Kuusysi Lahti (fondé en 1969).

Lors de l'édition 2009-2010 de la Ligue Europa, le FC Lahti accède au premier tour grâce à sa troisième place obtenue dans le Championnat de Finlande. Après avoir battu à deux reprises le club albanais du KS Dinamo Tirana, se qualifiant ainsi pour le tour suivant, le club affronte les slovènes du ND Gorica qu'ils éliminent. Leur épopée se termine face au Club Bruges, club belge de haut niveau contre qui ils manquent de peu de passer.

### Historique du logo

1996-2011
Logo actuel

## Bilan sportif

### Palmarès

#### Sous le nom de Reipas Lahti
- Championnat de Finlande (3)
  - Champion : 1963, 1967, 1970
  - Vice-champion : 1962, 1968, 1974

- Coupe de Finlande (7)
  - Vainqueur : 1964, 1972, 1973, 1974, 1975, 1976, 1978
  - Finaliste : 1963, 1967, 1970

#### Sous le nom de Kuusysi Lahti
- Championnat de Finlande (4)
  - Champion : 1984, 1986, 1989, 1991
  - Vice-champion : 1987, 1988, 1990, 1992

- Coupe de Finlande (2)
  - Vainqueur : 1983, 1987
  - Finaliste : 1981, 1984, 1991

#### Sous le nom de FC Lahti
- Coupe de Finlande
  - Finaliste : 2002

- Coupe de la Ligue finlandaise (2)
  - Vainqueur : 2013 et 2016
  - Finaliste : 2004 et 2005

### Bilan européen
Note : dans les résultats ci-dessous, le score du club est toujours donné en premier
| Saison    | Compétition  | Tour             | Club             | Domicile | Extérieur | Total |
| --------- | ------------ | ---------------- | ---------------- | -------- | --------- | ----- |
| 2009-2010 | Ligue Europa | Premier tour Q   | Dinamo Tirana    | 4 - 1    | 0 - 2     | 4 - 3 |
| 2009-2010 | Ligue Europa | Deuxième tour Q  | ND Gorica        | 2 - 0    | 0 - 1     | 2 - 1 |
| 2009-2010 | Ligue Europa | Troisième tour Q | Club Bruges KV   | 2 - 2    | 2 - 3     | 4 - 5 |
| 2015-2016 | Ligue Europa | Premier tour Q   | IF Elfsborg      | 2 - 2    | 0 - 5     | 2 - 7 |
| 2018-2019 | Ligue Europa | Premier tour Q   | FH Hafnarfjörður | 0 - 3    | 0 - 0     | 0 - 3 |

Légende
- Victoire ou qualification pour le tour suivant
- Match nul
- Défaite ou élimination de la compétition

## Anciens joueurs
- Kari Arkivuo
- Istvan Hamori
- Tommi Kautonen
- Robert Kjellin
- Jarkko Koskinen
- Jukka Koskinen (en)
- Mika Kottila
- Péter Kovács
- Marko Kristal
- Njazi Kuqi
- Pekka Lagerblom
- Jari Litmanen
- Ismo Lius
- Luciano Martins
- Petri Pasanen
- Rafael Pires Vieira
- Rodrigo
- Berat Sadik
- Magnus Samuelsson
- Michal Slawuta
- Petri Tiainen
- Mika Väyrynen
- Indrek Zelinski